# Arrows A23
El Arrows A23 fue un monoplaza de Fórmula 1 diseñado por Mike Coughlan y Sergio Rinland para Arrows Grand Prix International para la Temporada 2002 de Fórmula 1, montaba motores Cosworth cr3 V10, fue manejado por los dos pilotos Heinz-Harald Frentzen y Enrique Bernoldi. Frentzen luchó y consiguió los únicos dos puntos de aquella temporada antes de que el equipo desapareciera después del Gran Premio de Alemania.

## Participación comoMinardi PS04
Paul Stoddart compró los derechos intelectuales del A23 para competir en la Temporada 2004 de Fórmula 1.

## Participación comoSuper Aguri SA05
Aguri Suzuki compró los derechos del A23 y lo modificó para poder participar en la Temporada 2006 de Fórmula 1

## Resultados
(Clave) (negrita indica pole position) (cursiva indica vuelta rápida)

| Año  | Chasis | Motor                 | Neu. | N.º | Pilotos               | 1   | 2   | 3   | 4   | 5   | 6   | 7   | 8   | 9   | 10  | 11  | 12  | 13  | 14  | 15  | 16  | 17  | Puntos | Pos. |
| ---- | ------ | --------------------- | ---- | --- | --------------------- | --- | --- | --- | --- | --- | --- | --- | --- | --- | --- | --- | --- | --- | --- | --- | --- | --- | ------ | ---- |
| 2002 | A23    | Cosworth CR-3 3.0 V10 | B    |     |                       | AUS | MYS | BRA | SMR | ESP | AUT | MON | CAN | EUR | GBR | FRA | GER | HUN | BEL | ITA | USA | JPN | 2      | 11.º |
| 2002 | A23    | Cosworth CR-3 3.0 V10 | B    | 20  | Heinz-Harald Frentzen | DSQ | 11  | Ret | Ret | 6   | 11  | 6   | 13  | 13  | Ret | DNQ | Ret |     |     |     |     |     | 2      | 11.º |
| 2002 | A23    | Cosworth CR-3 3.0 V10 | B    | 21  | Enrique Bernoldi      | DSQ | Ret | Ret | Ret | Ret | Ret | 12  | Ret | 10  | Ret | DNQ | Ret |     |     |     |     |     | 2      | 11.º |